# Rashid bin Humaid Al Nuaimi III
Ne doit pas être confondu avec Rashid bin Humaid Al Nuaimi ou Rashid bin Humaid Al Nuaimi II.
Le cheikh Rashid bin Humaid Al Nuaimi III (arabe : راشد بن حميد النعيمي), (1902 – 6 septembre 1981), était émir d'Ajman, un homme politique et l’un des fondateurs des Émirats arabes unis. Il fut le 9ᵉ dirigeant d’Ajman et régna sur l’émirat de 1928 à 1981. Tout au long de ses 53 années de règne, il s’attacha à développer Ajman.
Il est le père de l’actuel dirigeant, le cheikh Humaid bin Rashid Al Nuaimi III.
La famille régnante appartient à la tribu Al Na’im.
Il a fondé la police d’Ajman en 1967.

## Descendances
- Ali bin Rashid Al Nuaimi (mort en juillet 1990)
- Fatima bint Rashid Al Nuaimi (en) (morte le 14 décembre 2014)[2]
- Humaid bin Rashid Al Nuaimi III
- Abdulla bin Rashid Al Nuaimi (mort le 12 janvier 2013)[3]
- Nasser bin Rashid Al Nuaimi
- Nayla bint Rashid Al Nuaimi
- Shaikha bint Rashid Al Nuaimi
- Saeed bin Rashid Al Nuaimi
- Abdulaziz bin Rashid Al Nuaimi
- Saqr bin Rashid Al Nuaimi
- Hamdan bin Rashid Al Nuaimi
- Sultan bin Rashid Al Nuaimi
- Mohammed bin Rashid Al Nuaimi

- Sheikha Azza bint Rashid Alnuaimi
- Sheikha Salama bint Rashid Alnuaimi
- Ahmed bin Rashid Al Nuaimi
- Maryam bint Rashid Al Nuaimi